# Palacio Comtal de Centellas
El Palacio Comtal de Centellas es un monumento de la población de Centellas perteneciente a la comarca catalana de Osona en la provincia de Barcelona. Es un palacio renacentista incluido en el Inventario del Patrimonio Arquitectónico de Cataluña y protegido como Bien Cultural de Interés Nacional.

## Historia
La construcción de esta casa señorial, antes del 1530, configuró la plaza nueva. Se rehízo tras la Guerra de Sucesión. La estancia de los condes en la casa fue muy temporal. En el año 1810, durante la guerra de la Independencia Española, la casa fue muy maltratada y actualmente tiene más aspecto de un cuartel que de residencia.

## Descripción
El edificio es de grandes dimensiones con planta cuadrada, situado en el centro histórico del pueblo de Centelles. Consta de planta baja y tres pisos y con un patio central. A los cuatro ángulos superiores de la construcción se encuentran unas pequeñas torres de guardia. La puerta principal es un arco angular de tres lados sobre el cual hay un escudo de armas sustentado por ángeles. El resto de aperturas son adinteladas y se disponen simétricamente formando un ritmo regular; excepto las de la planta baja, el resto de aberturas son balcones con poco voladizo.